# Coleophora imbecilla
Coleophora imbecilla é uma espécie de mariposa do gênero Coleophora pertencente à família Coleophoridae.